# Flemsdorf
Flemsdorf è una frazione della città tedesca di Schwedt/Oder, nel Land del Brandeburgo.

## Storia
Già comune autonomo, venne aggregato il 31 dicembre 2001 al comune di Schöneberg, a sua volta aggregato il 1º gennaio 2021 alla città di Schwedt/Oder.